# Fredenbecker Mühlenbach (Schwinge)
Der Fredenbecker Mühlenbach, im Oberlauf auch Wedeler Mühlenbach, ist ein 7,8 km langer Nebenbach der Schwinge.

## Geografie

### Verlauf
Der Wedeler Mühlenbach entspringt südwestlich des Ortsteils Wedeler Bruch. Ab der Fredenbecker Wassermühle als Fredenbecker Mühlenbach bekannt, fließt er mitten durch Fredenbeck und mündet nördlich des Ortes von rechts und Süden kommend in die Schwinge.